# Fosfat

Formula de structură generală a unui fosfat

Denumirea de fosfat (PO43−) face referire la un compus anorganic, atunci când este e o sare a acidului fosforic, sau la un compus organic, un organofosfat, atunci când este un ester derivat al acidului fosforic.
Ionul fosfat este un ion poliatomic cu formula empirică PO43− și o masă molară de 94,97 g/mol. Consistă într-un atom central de fosfor înconjurat de 3 atomi de oxigen într-un aranjament tetraedric.